# زبان شه
زبان شه (چینی: 畲語) یک زبان در خطر انقراض از شاخه زبان‌های همونگ-مین است که توسط مردم شه تکلم می‌شود. بیشتر مردم شه که حدود ۷۰۹٬۰۰۰ نفر هستند امروزه به زبان چینی هاکا تکلم می‌کنند.